# Спасение жизни (спорт)
Спасение жизни («лайф-сейвинг»), водно-спасательное многоборье —является официальной дисциплиной Всемирных игр, признанными МОК, но еще не включенными в олимпийскую программу.  
Данный вид спорта представляет собой игры в закрытых или открытых бассейнах или на открытом воздухе на пляжах, имитируя основные задачи и вызовы обычной работы спасателей в бассейнах или на пляже. Спасательный спорт — один из немногих видов спорта, который имеет гуманитарную цель: тренировать лучших спасателей. 

## Дисциплины
Спасательный спорт состоит из нескольких дисциплин: 
- Перенос манекена
- Буксировка манекена
- Плавание с препятствиями
- Пляжные флажки
- Гонки на досках
- Серфинг
- Супер-лайфсейвер (200м+манекен)
- Бросание спасательного линя.

### Пляжные флажки
В песок вставляется ряд флажков в ряд. Количество флагов меньше, чем количество участников. По ходу игры один флаг убирается с земли. Перед началом гонки участники стоят на финише лицом вниз. Победителем становится тот, кто схватит флаг на расстоянии 20 ярдов. Участники имеют право выбирать любые флаги. Запрещается, чтобы какие-либо игроки мешали другим участникам. Если какой-либо игрок поднимается до того, как стартовый стартует, это дисквалификация. Игрок который не получил флаг, выбывает. Когда осталось только два игрока, последний игрок, коснувшийся флага, становится победителем.

## История
Международная федерация спасения жизни (англ. International Life Saving Federation (ILS)) была создана 27 марта 1910 года в Париже. В тот год в столице Франции свирепствовало самое большое за столетие наводнение, а спасать гибнущих в холодной воде людей было некому.
По оценке  МФС, «спасательный спорт был в первую очередь предназначен для поощрения спасателей к развитию, поддержанию и совершенствованию основных физических и умственных навыков, необходимых для спасения жизней в водной среде». Таким образом, данный вид спорта состоит из серии соревновательных дисциплин, предназначенных «для дальнейшего развития и демонстрации спасательных навыков, физической формы и мотивации».
Спасение жизни было одним из видов соревнований на Играх Доброй воли в Сиднее в 2001 году, а также на Всемирных играх во Вроцлаве в 2007 году. Раз в два года проходят чемпионаты мира по водно-спортивному многоборью (ВСМ) — WC Lifesaving.
В России
В 1987 году ОСВОД СССР вступил в МФС, и  Советские спортсмены активно участвовали в международных соревнованиях по спасательному многоборью в 1987, 1988, 1989 и 1990-х годах.
23 октября 2012 года состоялась учредительная конференция ВОСВОД, на которой было принято решение о создании Федерации водно-спортивного многоборья России. Последний чемпионат России по ВСМ проводился в 2023 году в Самаре.

## Правление
Всемирным руководящим органом в области спасательного спорта является Генеральная ассамблея Международной федерации спасения жизни (ГА МФС). В её функции входит координация всемирных усилий стран по предотвращению утоплений, а также развитие, сертификация и поощрение 130 национальных организаций по спасению жизни на воде. 
На мировом уровне  МФС проводит: 
- Чемпионат мира по спасению жизни
- Спасение жизни на Всемирных играх

В России вопросами организации данного вида спорта занимается ВОСВОД.